# Aziatische griep

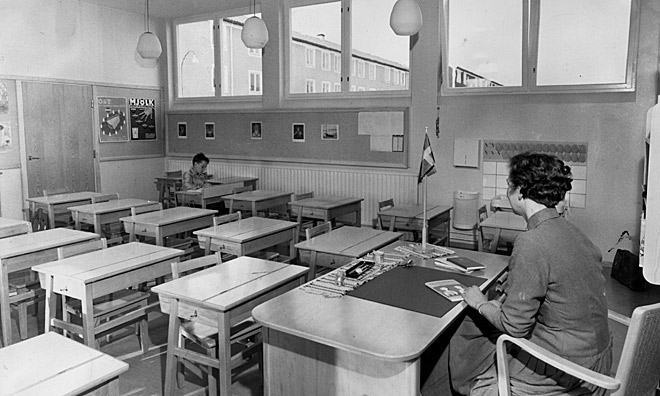
De Aziatische griep in Zweden: het beeld van slechts één leerling die beter is in de klas schetst een goed beeld van de omvang van de griep.

De Aziatische griep (ook "A-griep" genoemd) was een vogelgrieppandemie, het eerst eind 1956 in Guizhou (China) gerapporteerd, veroorzaakt door het influenzavirus A-virus H2N2. In februari 1957 heeft het de provincie Yunnan en in april Hongkong en Singapore bereikt. In juni was het virus een pandemie met infecties in India, Verenigde Staten en Europa. De eerste infectiegolf piekte in de Verenigde Staten pas in oktober met het begin van het schooljaar en werd gevolgd door een tweede veel dodelijkere infectiegolf in januari en februari 1958.
De Aziatische griep uit 1957-58 heeft minstens 1 miljoen mensen gedood. In Duitsland zijn  ongeveer 30.000 mensen gestorven. In de Verenigde Staten zijn ongeveer 70.000 à 116.000 mensen gestorven. In het Verenigd Koninkrijk zijn 14.000 mensen gestorven en zijn 9 miljoen van de 51 miljoen mensen ziek geworden. In Frankrijk wordt het aantal doden op 15.000 geschat.
Het virus was zelden dodelijk voor kinderen en het meest dodelijk voor zwangere vrouwen in hun derde trimester en ouderen met hart- en longziekte.
Het aantal dodelijke slachtoffers van deze griepepidemie was daarmee duidelijk minder dan het aantal van de 'Spaanse griep' van 1918. Hiervan lopen de schattingen uiteen van twintig tot meer dan vijftig miljoen doden wereldwijd. Die Spaanse griep heeft bijgedragen aan het einde van de Eerste Wereldoorlog.
Lang werd gedacht dat de Russische grieppandemie uit 1889 werd veroorzaakt door hetzelfde virus, nu wordt H3N8 als meest waarschijnlijk virus aangewezen.
De Hongkonggrieppandemie van 1968 werd veroorzaakt door het H3N2-virus, een mutatie (Antigene shift) van het H2N2-virus.